# Agnites Vrolik

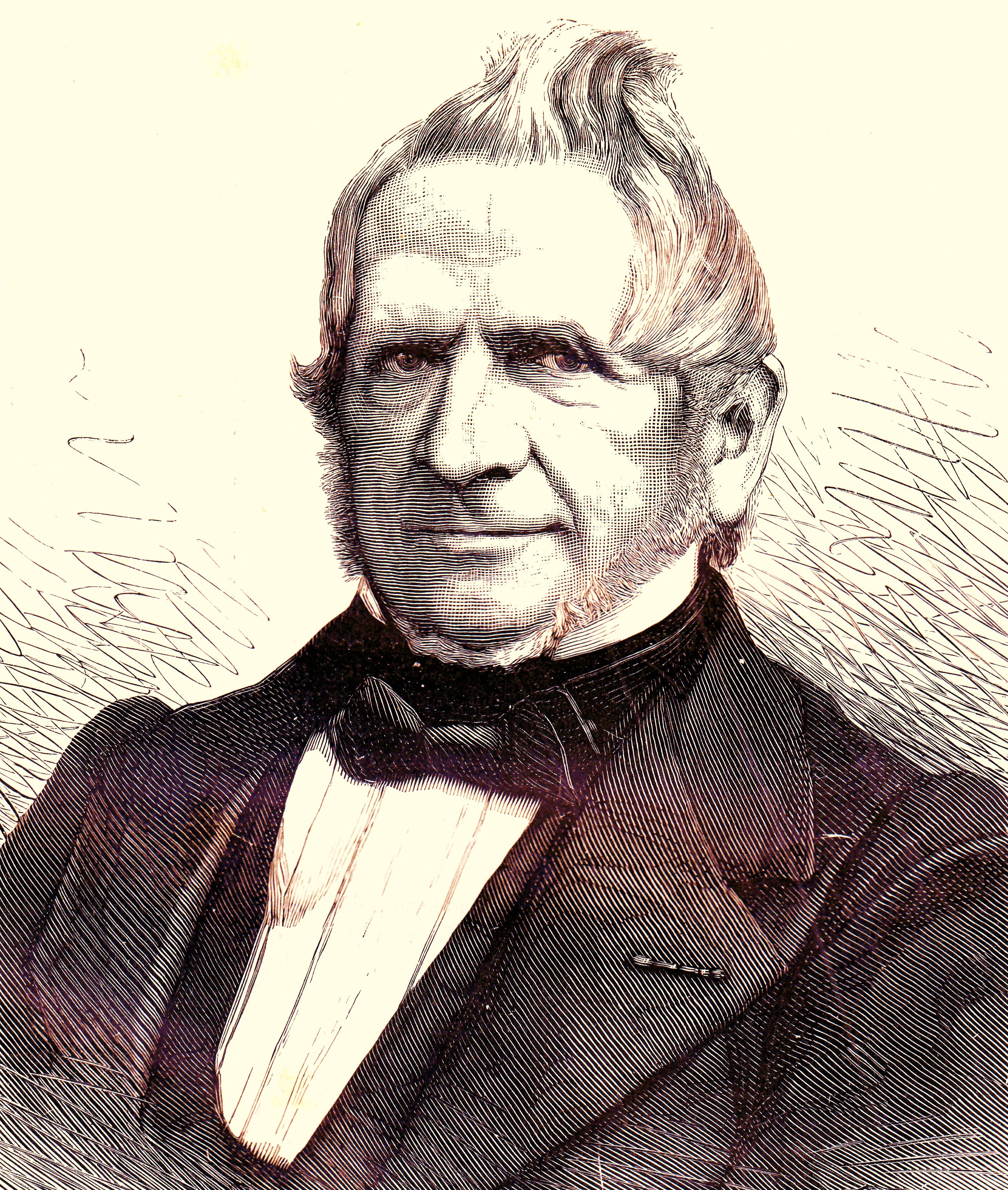
Agnites Vrolik

Agnites Vrolik (Amsterdam, 28 februari 1810 – Arnhem, 8 juni 1894) was een Nederlandse wis- en scheikundige die carrière maakte bij de Koninklijke Nederlandse Munt.
Hij was zoon van wetenschapper Gerardus Vrolik en Agneta Suzanna van Walree. Hijzelf was getrouwd met Anna Jacoba van Gennep.
Vrolik was minister van Financiën in het kabinet-Van Hall-Donker Curtius en het kabinet-Van der Brugghen. Hij weigerde de Tweede Kamer een specificatie te geven van de uitgaven voor onvoorziene zaken. Hij werd in 1858 door de Tweede Kamer ten val gebracht.
Van 1863 tot 1868 was hij president-directeur van de Maatschappij tot Exploitatie van Staatsspoorwegen. Zijn kleinzoon was de consul-generaal der Nederlanden François Cornelis van Aerssen Beijeren van Voshol.